# Uia di Ciamarella
Die Uia di Ciamarella (oder nur: Ciamarella) ist ein Dreitausender in den Grajischen Alpen genau an der italienisch-französischen Grenze, die am Alpenhauptkamm die Maurienne (Arctal) vom Val d’Ala, einem der sogenannten Lanzotäler, trennt.

## Geschichte
Die Erstbesteigung erfolgte am 31. Juli 1857 im Rahmen von Vermessungsarbeiten durch den Ingenieur Antonio Tonini und dessen Assistenten Ambrosini. Auf dem Gipfel steht eine Büste des Salensianerpriesters Leonardo Murialdo, der den Gipfel 1867 bestieg.

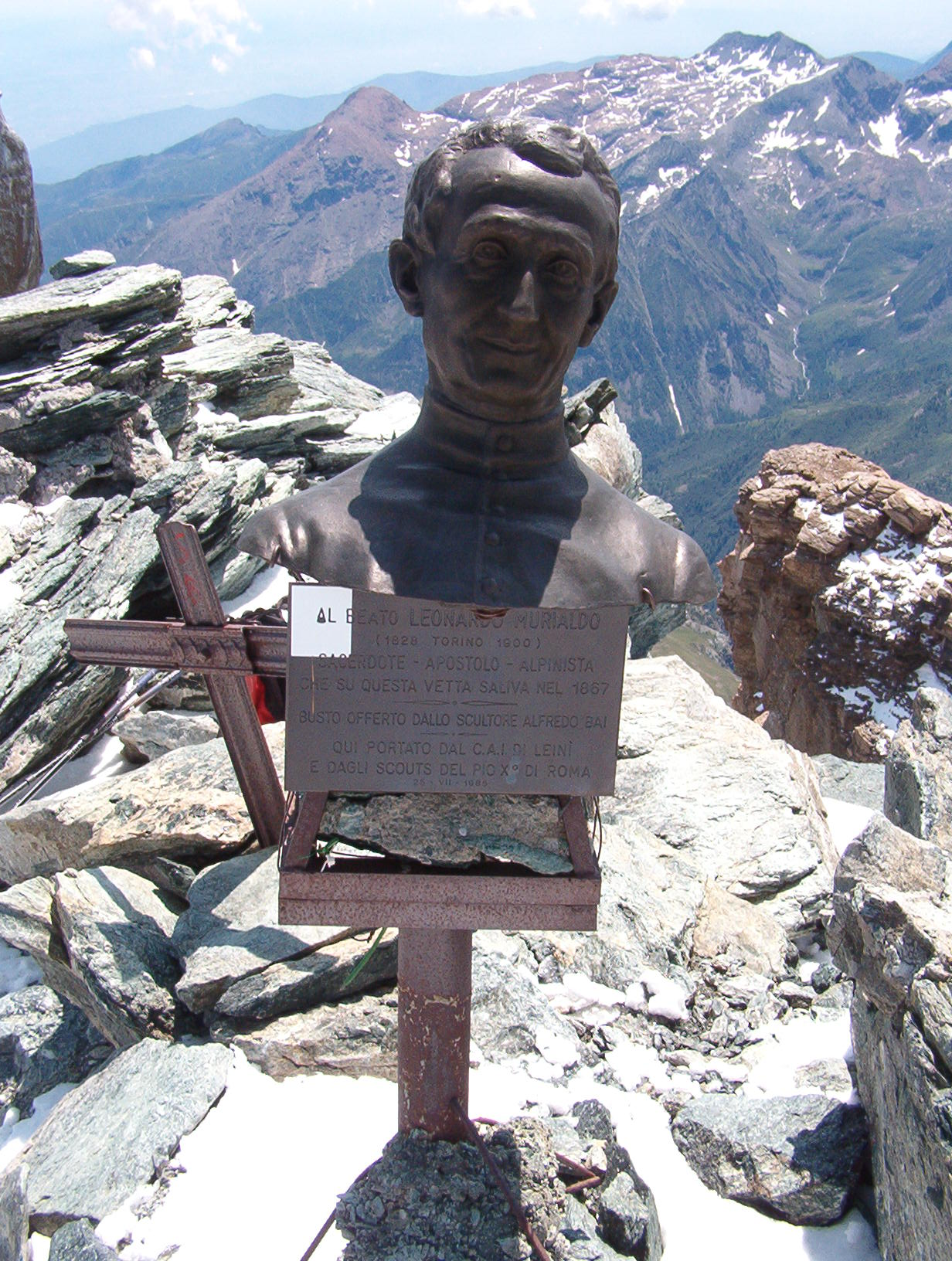
Murialdo-Büste auf dem Gipfel